# Pterodon
Pterodon — компанія-розробник комп'ютерних ігор, розташована в Чехії.

## Історія
Згідно з офіційними даними, компанія була заснована в 1998 році Радеком Хрбати (чеськ. Radek Hrbatý) і спочатку була розташована в його власному гаражі. Діяльність компанії розпочалась з розробки простих шифрувальних алгоритмів для різних підприємців.
Проте в 1994 році була випущена гра 7 Dní a 7 Nocí в жанрі гомористичний квест з «дорослим гомором» та елементами еротики, а також квест Tajemství Oslího ostrova, пародія на The Secret of Monkey Island.
В 2000 році вийшла нова гра компанії, яку часто описували як першу гру студії, що була розроблена спільно з Illusion Softworks — Flying Heroes, видавець 1C. Було розроблено також доповнення до Flying Heroes, проте офіційний реліз так і не відбувся за невідомих причин.
У 2003 році було випущено військовий  3D-шутер Vietcong, темою якого стала війна у В'єтнамі, апізніше в продаж поступило декілька самостійних доповнень до ігор. Оригінальна гра була продана тиражем більш ніж одного мільйона копій і стала однією з найбільш  продаваних ігор на платформі ПК на той момент.
Через декілька років, в 2005 вийшло повноцінне продовження — Vietcong 2.

## Розроблені ігри
- 1994 — 7 Dní a 7 Nocí (ПК)
- 1994 — Tajemství Oslího ostrova (ПК)
- 1999 — Hesperian Wars (ПК)
- 2000 — Flying Heroes (спільно з Illusion Softworks) (ПК)
- 2003 — Vietcong (ПК)
  - 2004 — Vietcong: Fist Alpha (доповнення) (ПК)
  - 2004 — Vietcong: Purple Haze (збірка з Vietcong и Vietcong: Fist Alpha) (ПК, Xbox, PlayStation 2)
  - 2005 — Vietcong: Red Dawn (безкоштовне доповнення) (ПК, Xbox, PlayStation 2)
- 2005 — Vietcong 2 (спільно з Illusion Softworks) (ПК)
  - 2005 — Vietcong: Fist Bravo (безкоштовне доповнення)